# René Herval
Pour les articles homonymes, voir Herval (homonymie).
René Herval, né le 15 avril 1890 à Lille et mort le 11 février 1972 à Rouen, est un historien et écrivain normand.

## Biographie

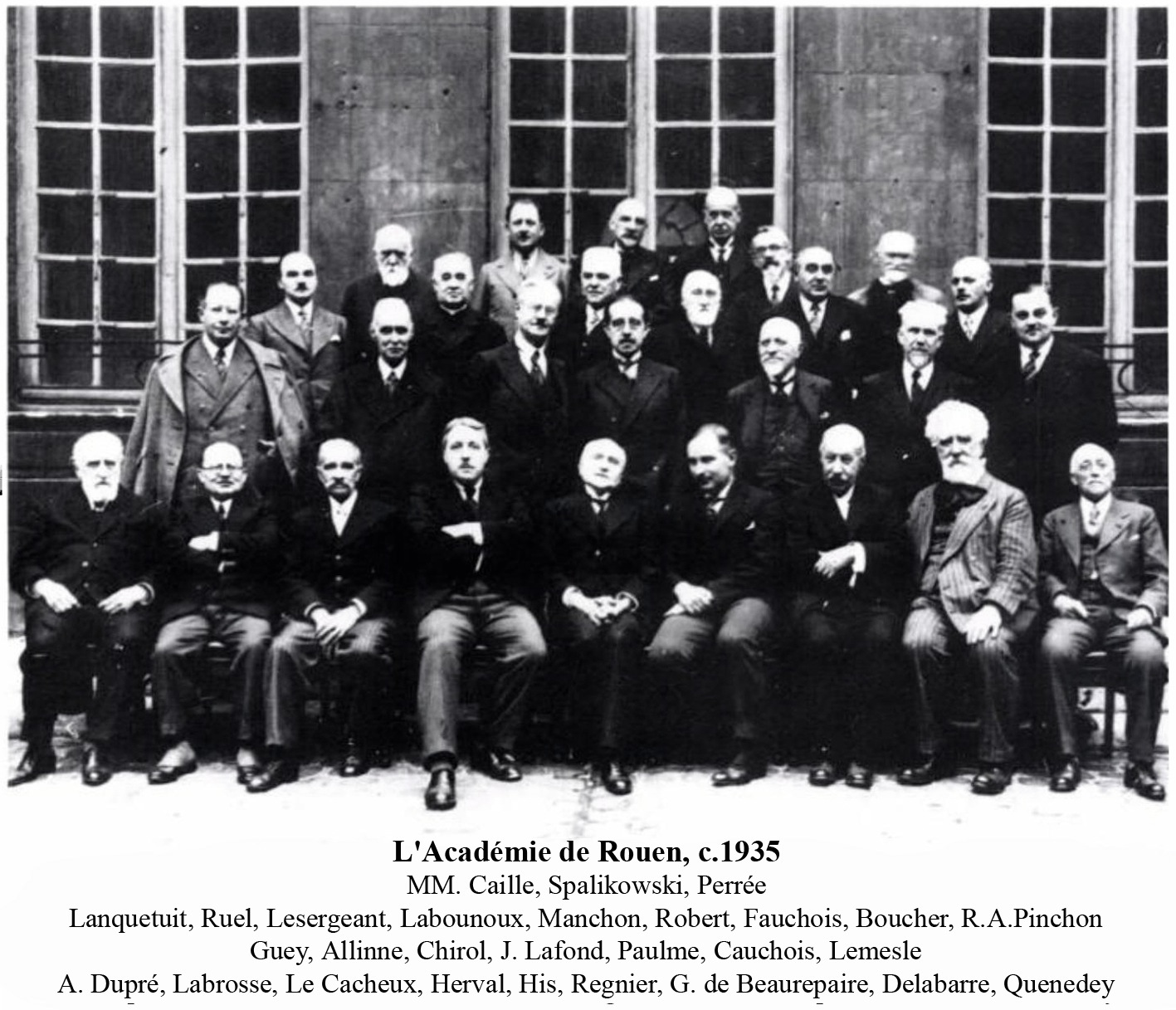
L'Académie de Rouen ca 1935, avec Robert Antoine Pinchon, Pierre Chirol, René Herval, Raymond Quenedey.

René Herval est engagé volontaire de 1910 à 1913 au 4e régiment de cuirassiers.
Mobilisé en 1914, il est nommé maréchal des logis au 1er régiment d'artillerie lourde. Il est ensuite affecté au 103e régiment d'artillerie lourde en 1915, au 104e régiment d'artillerie lourde, puis au 413e régiment d'artillerie lourde en 1918. En 1919, il est promu sous-lieutenant et en 1920 lieutenant.
Il est affecté à la mission française en Russie où il assiste à la Révolution d'Octobre.[réf. nécessaire]
En 1928, il vient habiter Bihorel, puis en 1934 68 rue Jeanne-d'Arc à Rouen. Il est directeur de l'agence du Crédit du Nord.
On lui doit de nombreuses études consacrées à Rouen et aux principales villes normandes. Président d'honneur de la Société des écrivains normands et président de l'Académie de Rouen, il a vu son œuvre couronnée par l'Académie française et l'Académie des sciences morales et politiques. Il est également président du Cercle d'études italiennes à Rouen.
Presque toujours richement illustrés, notamment par le peintre et graveur Raymond Dendeville, les livres de René Herval sont de nos jours très recherchés par les bibliophiles. Ses trois ouvrages de 1944, Caen, Rouen et Normandie contiennent notamment des croquis de guerre lithographiés et coloriés à la main par l'artiste Gabriel Loire.
Il est membre de la commission départementale des antiquités de la Seine-Inférieure en 1951.

## Distinctions
- Chevalier de l'ordre national du Mérite
- Chevalier de la Légion d'honneur (6 septembre 1954)[3]. Il est fait chevalier le 13 novembre 1954 par Pierre Chanlaine, président de l'Association des écrivains combattants.

## Titres honorifiques
Il fut président d'honneur de la Société des écrivains normands, président de l'Académie des sciences, belles-lettres et arts de Rouen, membre de la Société des gens de lettres et chevalier de la Légion d'honneur.
Il fut couronné par l'Académie française pour son ouvrage de 1933, Saint-Maclou de Rouen, celui de 1940, En Normandie : de la Bresle à la Dives et celui de 1945 Caen. Pour Normandie (1971), il a obtenu le Grand Prix de Littérature régionaliste.
Il fut l'un des membres fondateurs du Mouvement normand.

## Publications

### Ouvrages
- Huit mois de révolution russe (1917-1918), Paris, Hachette, 1918
- Le Dernier Roman de Byron, Paris, Peyronnet, 1927
- La Geste de Normandie : Les conquéreurs, Rouen, Defontaine, 1925
- Lisieux, cité normande, Rouen, La Vicomté, 1926
- Dieppe, cité normande, Rouen, La Vicomté, 1928, prix Montyon en 1929
- La Geste de Normandie : La saga de Rolf, Rouen, La Vicomté, 1928
- La Glorieuse Maison du Bellay, Paris, Peyronnet, 1929
- La Normandie pittoresque : Basse-Normandie, Elbeuf, Paul Duval, coll. « Normande illustrée »
- Au pays d'Anjou (ill. E. Daube et J. Druet), Elbeuf, Paul Duval, 1932
- Légendes de Normandie et des pays normands d'Outremer (ill. Raymond Dendeville), vol. premier volume, Rouen, Defontaine, 1933
- Saint-Maclou de Rouen (préf. Léon Alfred Jouen), Rouen, Defontaine, 1933
- En écoutant les carillons- Artois, Flandre, Picardie - Légendes et récits des provinces du nord, Elbeuf, Paul Duval, 1934
- Le Tonneau (ill. Raphaël Brault), 1934
- Caen, la ville aux clochers, Caen, Froment, 1935
- Dieppe, Ozanne & Cie
- Hommage à Corneille, Rouen, Lainé, 1935
- En Normandie : De la Dives au Mont Saint-Michel, Arthaud, coll. « Les Beaux Pays », 1937
- En Normandie : De la Bresle à la Dives, Arthaud, coll. « les Beaux Pays », 1940
- Haute Normandie, Paris, Arthaud, coll. « les Beaux Pays », 1940, prix Hercule-Catenacci de l'Académie française en 1942
- La Geste de Normandie : les siciliennes, Rouen, La Vicomté, 1941
- Avec Pierre Chirol : Rouen à travers les âges, Rouen, H. Defontaine, 1941
- Flaubert, Paris, Bonne-Presse, 1941
- Rouen. Août 1944, Rouen, A. Van Moë, 1945
- Caen. Août 1944, Chartres, A. Van Moë, 1945
- Normandie. Août 1944, Chartres, A. Van Moë, 1945
- Caen, Caen, Ozanne & Cie, 1945
- Falaise, Rouen, Laîné, 1945
- Gloires et douleurs de Rouen (photogr. Ellebé), Rouen, Maugard, 1947
- Les Récits du Veilleur de Proue, Caen, Ozane & Cie, 1947
- Histoire de Rouen des origines à la fin du XVe siècle, Rouen, Maugard, 1947
- Bataille de Normandie - Récits de témoins recueillis et présentés (préf. Henri Bourdeau de Fontenay) (2 volumes), Notre temps, 1947
- La Légende de Saint Julien l'Hospitalier, Rouen, Maugard, 1947, prix Paul-Hervieu de l'Académie française en 1948
- Lisieux, Paris et Caen, 1948
- En Normandie, 2 volumes in-8o, Arthaud, 1951, prix Hercule-Catenacci de l'Académie française en 1952
- Le Mont-Saint-Michel, Rouen, Lainé, 1952
- Légendes de Normandie et des pays normands d'outre-mer, Bayeux, 1952, in-4°
- Beautés de la Normandie : L'abbaye de la Lucerne, Coutances, éd. Notre-Dame, 1954
- Falaise, Rouen, Lainé, 1955
- Les Véritables Origines de Madame Bovary, Paris, Nizet, 1957
- Beautés de la Normandie : Longueville et la vallée de la Scie, 1958
- Beautés de la Normandie: L'abbaye de Hambye, Coutances, éd. Notre-Dame, 1961
- Le Cheval ailé, Rouen, Maugard, 1966, prix Jean-Marc-Bernard de l'Académie française en 1967
- Caen, biographie d'une cité, Rouen, Maugard, 1970
- Normandie, Arthaud, Grenoble, 1971
- L'Héroïque légende de Guillaume le Conquérant, Caen, éd. de Neustrie, 1987
- Au pays d'Anjou, Barré et Dayez, Nlle Revue d'histoire, 1995
- En douce Touraine, Elbeuf, Paul Duval
- Aux jardins de la Loire, Elbeuf, Paul Duval

### Préface
- Préface et traduction de l'italien de Florilèges, poèmes de Nina Infante Ferraguti, Paris, éd. du Cerf-Volant, 1960, prix Langlois de l’Académie française en 1961

### Articles
- Article « Monuments normands de Sicile. Restauration et résurrections » dans Études italiennes, t. III, no 3, juillet-septembre 1933
- Articles dans la revue Études normandes dont il était un membre du comité de rédaction.

### Plaquette
- Légendes qui cheminent. Le mage Virgile (Séance du 23 mai 1964 de l'Académie des sciences, arts et belles-lettres de Caen), plaquette, 1964